# Maswasi
Maswasi là một thị xã và là một nagar panchayat của quận Rampur thuộc bang Uttar Pradesh, Ấn Độ.

## Nhân khẩu
Theo điều tra dân số năm 2001 của Ấn Độ, Maswasi có dân số 15.207 người. Phái nam chiếm 53% tổng số dân và phái nữ chiếm 47%. Maswasi có tỷ lệ 33% biết đọc biết viết, thấp hơn tỷ lệ trung bình toàn quốc là 59,5%: tỷ lệ cho phái nam là 44%, và tỷ lệ cho phái nữ là 21%. Tại Maswasi, 20% dân số nhỏ hơn 6 tuổi.